# Усожский стан
Усо́жский стан — административно-территориальное образование, существовавшее в составе Курского уезда в XVII—XVIII веках до губернской реформы Екатерины II 1775 года.

## География
Располагался на северо-западе Курского уезда. Северная и северо-западная граница стана проходила по реке Свапе. В стан входила, в основном, территория бассейна реки Усожи и её притоков. В настоящее время это территория почти всего Фатежского района (кроме южной части), юг и юго-восток Железногорского района (вся территория южнее Свапы) и северо-восточная окраина Конышёвского района Курской области.

## История
При упразднении Усожского стана его западная часть вошла в состав Дмитриевского уезда, центральная и восточная — в состав Фатежского уезда.

## Населённые пункты
В начале XVIII века на территории стана находилось 67 населённых пунктов. Ниже представлен список наиболее значимых из них:
| - Архангельское - Богоявленское - Борисово - Дмитриевское-на-Горках - Дмитриевское-на-Холчах - Жирово - Гаево - Глебово - Жердево - Жидеевка - Злобино - Игино | - Карманово - Мокрыж - Молотычи - Ольшанец - Покровское-на-Жигаеве - Радубеж - Рышково - Троицкое - Фатеж - Фоминка - Шатохино - Шахово |